# Chionaspis lutea
Chionaspis lutea är en insektsart som beskrevs av Robert Newstead 1911. Chionaspis lutea ingår i släktet Chionaspis och familjen pansarsköldlöss. Inga underarter finns listade i Catalogue of Life.